# سرو
السَّرْو هو جنس نباتي شجري يتبع الفصيلة السروية من أهم أنواعه سرو المتوسط. يحوي السرو على زيت طيار يضم الباينين الكامفين السيدرول.
هو شجر تزيين له زهاء خمسة عشر نوعاً تتصف جميعاً بأن بناءها مورقة وبراعمها مغطاة بالأوراق. أما أوراقها فهي عروية مستديمة الخضرة، حرشفية متقابلة مفلوفة وتكون مرصوصة على أربعة صفوف.
أما أزهارها فهي وحيدة الجنس وأحادية المسكن والأزهار الذكرية تكون متماسكة يتراوح عددها بين 6-14، وبذورها تكون صغيرة ومجنحة. يصل ارتفاع شجرة السرو إلى 30متراً وهي بطيئة النمو وخشبها عطري.

## أصل التسمية
أول ظهور لكلمة السرو، كان في اللغة السومرية بلفظة (شور-مان)، وفي الآشورية-البابلية شورمينو، وفي الفينقية بروش، وفي العبرية بروش، والآرامية شروينا وبروش، والسريانية شروينو وسرو وبروتو، وفي العربية سرو، والفارسية سرو.

## الموطن الاصلي للسرو

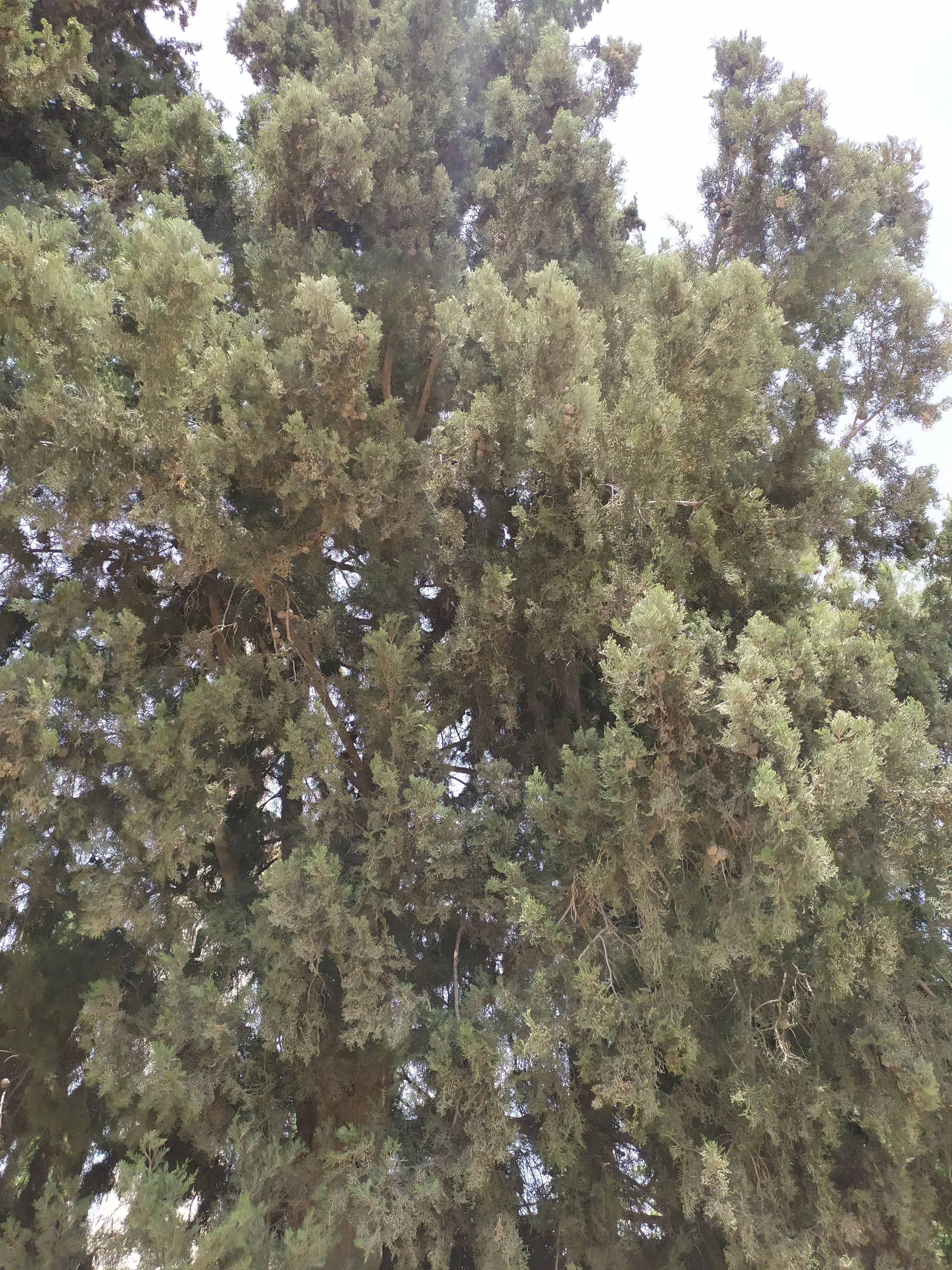
أشجار السرو،أحد الأشجار المعمرة

موطنه الاصلي تركيا ويكثر في الاجواء المعتدله وخاصة في بلاد الشام وشمال العراق، كما انه يزرع حالياً في جميع دول حوض البحر الأبيض المتوسط.

## استعمال السرو
ما هو وارد في هذه الفقرة، ليس وصفة طبية بل مجرد معلومات[بحاجة لمصدر]

### استعمال السرو في الطب الحديث
لوحظ في الطب الحديث أنه عندما يوضع السرو خارجيا كدهون، يحدث تقبضاً للأوردة الدوالية والبواسير ويضيق الأوعية الدموية. وعندما يؤخذ السرو داخليا يعمل مضاداً للتشنج ومقوياً عاماً ويوصف للشاهوق وبصق الدم والسعال التشنجي ويفيد هذا العلاج أيضا الزكام والإنفلونزا والتهاب الحلق.

### استعمال السرو في الطب القديم
ولقد استعمل الإغريق المخاريط المهروسة والمنقوعة في الخمر لعلاج الزحار وبصق الدم بالسعال والربو والسعال.
ولقد عثر العلماء على بعض أخشاب هذا النبات من عهد الأسرة السادسة ومن عهد الأسرة الثانية عشرة في مصر القديمة. كما نقشت أشجار السرو على الجدران الخارجية لمعبد رمسيس الثالث بالكرنك، حيث كان هذا النبات مقدساً وما زالت أشجار السرو تنمو في جمهورية مصر العربية، ويطلق المسيحيون على هذا النوع من النبات «الشجرة الحزينة» رمزا للحزن وزينة للقبور.
لقد عرف الفراعنة بعض أنواع السرو ويعتقد بأن سفينة نوح كانت مصنوعة من خشب السرو.
وكان الفراعنة يستخدمون أوراق نبات السرو في عدة أغراض من أهمها وصفة فرعونية قديمة لصبغ الشعر وكانت تستخدم جذور النبات بعد سحقها وعجنها بالخل ثم توضع على شعر الرأس على شكل لبخه بغرض تقويته وصباغته.
وقال ابن سينا في السرو يذهب البهاق، مسود للشعر. ورقه الطازج مع الجوز والجميز للفتق إذا ضمد به، أذا دق جوز السرو ناعماً مع التين وجعل منه فتيلة في الأنف أبرأ اللحم الزائد. طبخه بالخل يسكن وجع الأسنان، نافع من أورام العين ضماداً، جوزه بالشرب لعسر التنفس ونقص الانتصاب وللسعال المزمن ينفع من عسر البول وقروح الأمعاء والمعدة.
أما داود الأنطاكي في تذكرته فقال "صمغه يلحم الجراح ويحبس الدم مطلقاً ويجفف القروح أين كانت، يحلل الأورام ويجلو الآثار خصوصاً البرحي طلاءً وشرباً.
الغرغرة بطبيخه حاراً تسكن أوجاع الأسنان وقروح اللثة ويشد رخاوتها. ثمره طرياً يشد الأجفان ويلحم الفتق أكلاً وضماداً. يطرد الهوام بخوراً، إذا عجن بالعسل ولعق ابرأ السعال المزمن وقوى المعدة. صمغه يقطع البواسير. إذا طبخ ورقه مع ثمره مع الاملج والماء والخل حتى يتهرى ثم طبخ ذلك في دهن وطلي به الشعر سوده وطوله ومنع تساقطه. ومع المر يصلح المثانة وتمنع البول في الفراش".
أما ابن البيطار في جامعه فيقول «ورق هذا النبات وقضبانه وجوزه ما دامت طريه لينه تذبل الجراحات الكبار الحادثة في الأجسام الصلبة، يستعمل أيضاً في مداواة الجمرة فيخلطونه غما مع الشعير والماء أو مع خل ممزوج مزجاً مكسوراً بالماء. إذا شرب ورقه مسحوقاً بطلاء وشيء يسير من المر نفع المثانة التي تصب اليها الفضول ومن عسر البول».

## من أنواعهالأصيلةفي في شمال إفريقيا و الشرق الأوسط
- شجرة سرو في جبال سورياالسرو الأطلسي (باللاتينية: Cupressus atlantica) في
- السرو الصحراوي (باللاتينية: Cupressus dupreziana) في المغرب الكبير

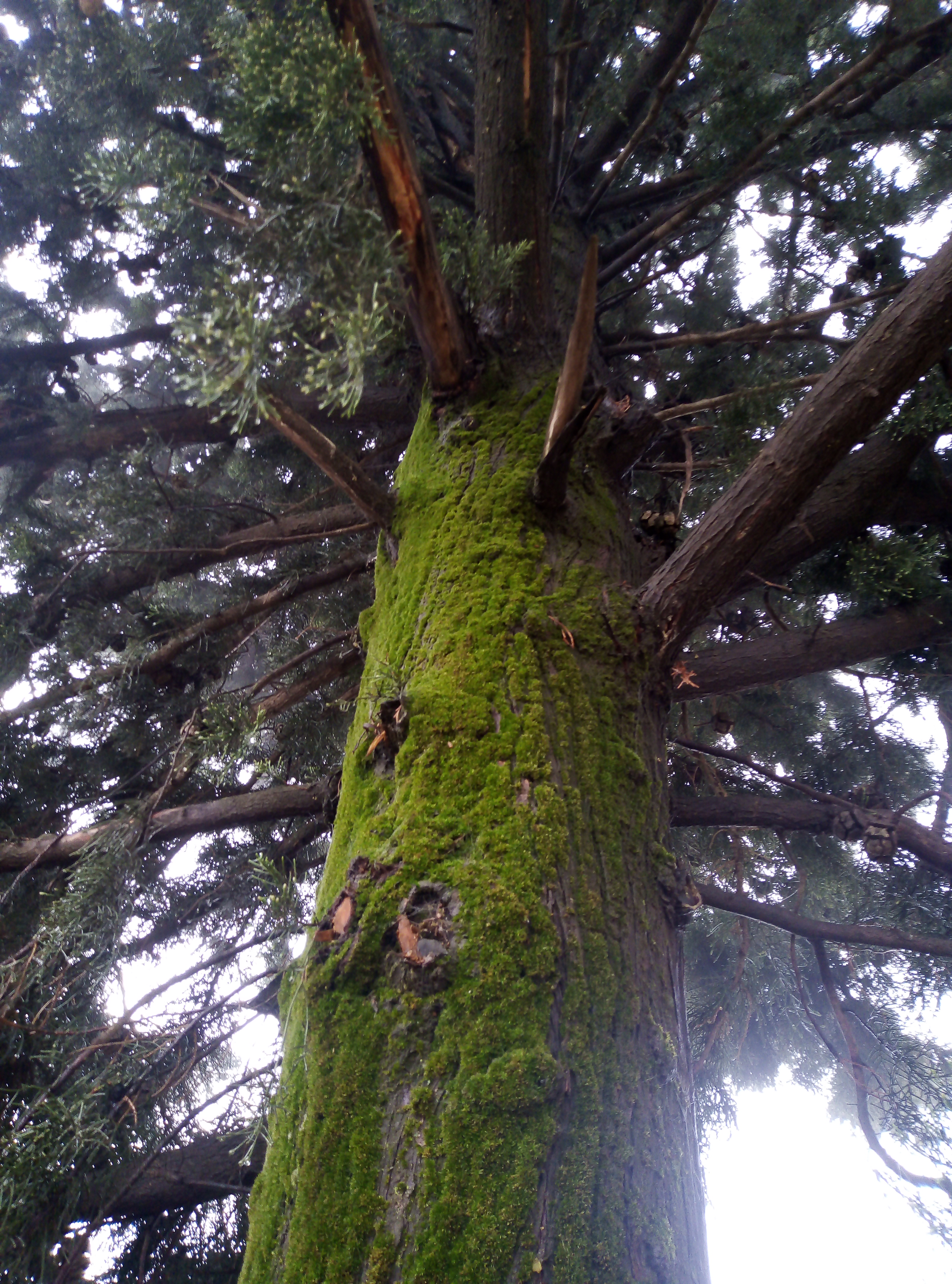
شجرة سرو في جبال سوريا

- سرو المتوسط (باللاتينية: Cupressus sempervirens) في بلاد الشام وشمال مصر والمغرب العربي وحوض المتوسط عموماً

## من أنواعه الأخرى
- السرو الأريزوني (باللاتينية: Cupressus arizonica)
- السرو البيكري (باللاتينية: Cupressus bakeri)
- السرو السارجنتي (باللاتينية: Cupressus sargentii)
- السرو الستيفنسوني (باللاتينية: Cupressus stephensonii)
- سرو شنغي (باللاتينية: Cupressus chengiana)
- السرو العملاق (باللاتينية: Cupressus gigantea)
- السرو الغوادالوبي (باللاتينية: Cupressus guadalupensis)
- السرو الغويني (باللاتينية: Cupressus goveniana)
- السرو الفوربسي (باللاتينية: Cupressus forbesii)
- السرو الكبير الثمار (باللاتينية: Cupressus macrocarpa)
- السرو الكشميري (باللاتينية: Cupressus cashmeriana)
- السرو اللوسيتاني (باللاتينية: Cupressus lusitanica)
- السرو الماكنابي (باللاتينية: Cupressus macnabiana)
- السرو السارجنتي (باللاتينية: Cupressus sargentii)
- سرو اليابان (باللاتينية: Cupressus japonica)